# Idiopathique
Idiopathique (du grec ἰδιοπάθεια, affection qu'on éprouve pour soi-même) est un adjectif utilisé en médecine qui indique :
- soit une maladie ou symptôme existant par lui-même (c'est-à-dire sans lien avec une autre maladie),
- soit une maladie ou symptôme dont on n'a pu attribuer la cause.

Techniquement parlant, c'est un terme de nosographie (classification des maladies). 
Dans la plupart des états médicaux (maladies, symptômes, etc.), une ou plusieurs causes sont plutôt avérées, mais chez un certain pourcentage des gens dans cet état, la cause n'est pas forcément apparente ou caractérisée. Dans ces cas, l'origine de cet état est appelée idiopathique.